# Trang (Provinz)

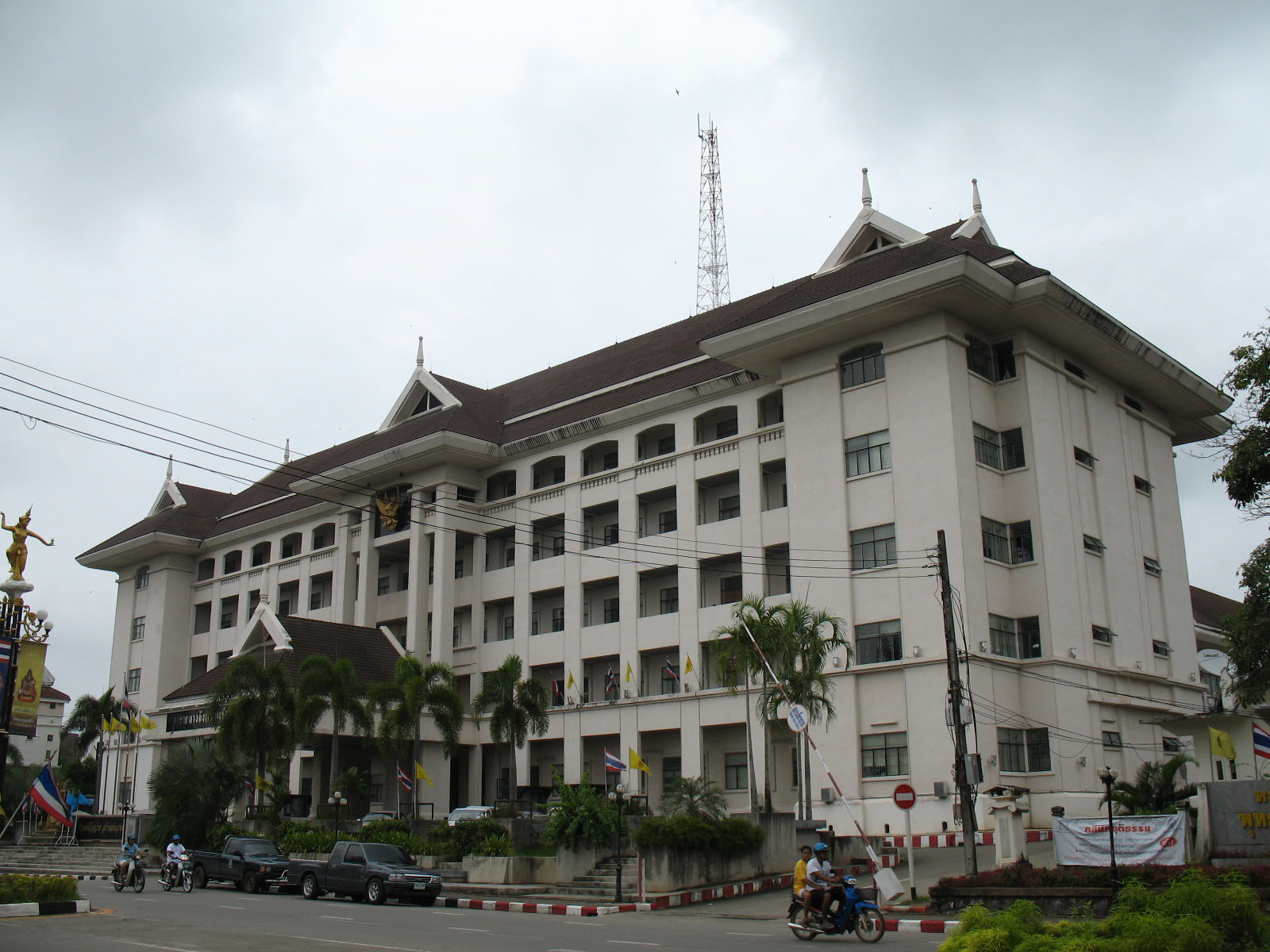
Sitz der Provinzverwaltung (Sala klang Changwat) von Trang

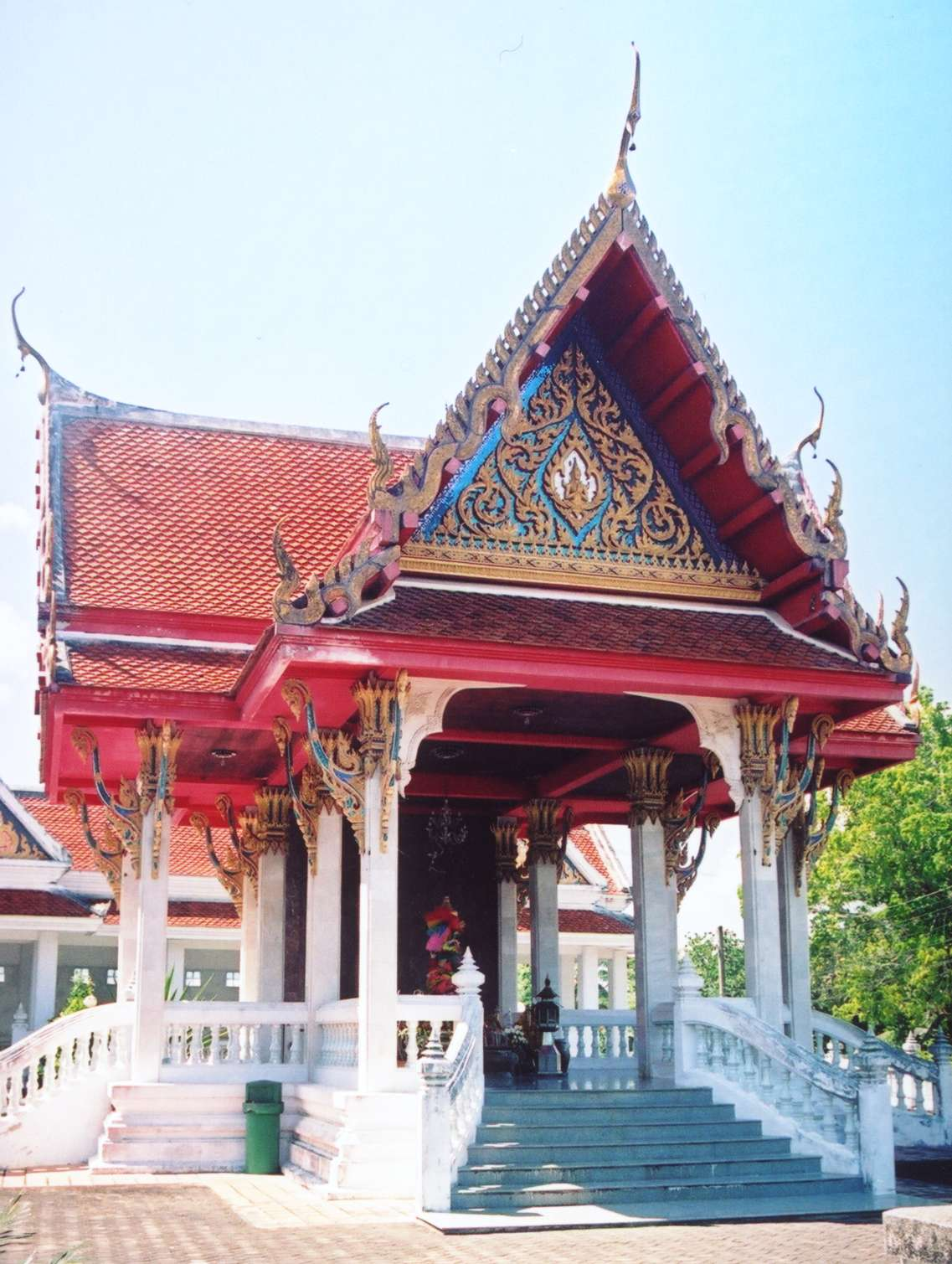
Schrein mit der Stadtsäule (Lak Müang) von Trang

Trang (Thai ตรัง) ist eine Provinz (Changwat) in der Südregion von Thailand. Die Hauptstadt der Provinz heißt ebenfalls Trang.

## Geographie
Die Provinz Trang liegt an der Westküste der Malaiischen Halbinsel zur Andamanensee. Insgesamt 46 Inseln gehören zur Provinz Trang, deren Festland meist bergig ist und nur wenige Ebenen aufweist. Der Kao Luang und das Banthat-Gebirge sind die Ursprünge der beiden wichtigsten Flüsse, die die Provinz durchfließen: Trang und Palian.
| Angrenzende Provinzen und Gebiete: | Angrenzende Provinzen und Gebiete: |
| ---------------------------------- | ---------------------------------- |
| Norden                             | Krabi                              |
| Osten                              | Nakhon Si Thammarat                |
| Süden                              | Phatthalung und Satun              |
| Westen                             | Küste zum Indischen Ozean          |

### Klima
Das Klima ist tropisch-monsunal. Die Höchsttemperatur im Jahr 2008 betrug 34,8 °C, die tiefste Temperatur wurde mit 19,9 °C gemessen. An 171 Regentagen fielen in demselben Jahr 2117,2 mm Niederschlag.

## Wirtschaft und Bedeutung
Die Umgegend von Trang war bereits im 1. Jahrhundert ein wichtiges Handelszentrum. Heute bilden Kautschuk, Palmöl und der Fischfang die Haupterwerbsquelle der Einwohner. Der Tourismus hat noch relativ geringe Bedeutung.
Das Gross Provincial Product der Provinz betrug 2011 88,573 Milliarden Baht, das entspricht 127.296 Baht pro Einwohner.

### Daten
Die unten stehende Tabelle zeigt den Anteil der Wirtschaftszweige am Gross Provincial Product in Prozent.
| Wirtschaftszweig | 2006 | 2007 | 2008 |
| ---------------- | ---- | ---- | ---- |
| Landwirtschaft   | 42,3 | 40,5 | 41,3 |
| Industrie        | 12,7 | 13,8 | 14,2 |
| Andere           | 45,0 | 45,7 | 44,1 |

Alle Angaben in %.
Die mit Abstand am stärksten zur Wirtschaftsleistung der Provinz beitragende Branche war im Jahr 2011 die Landwirtschaft mit 38,677 Mrd. Baht, gefolgt vom verarbeitende Gewerbe mit 12,865 Mrd. Baht, dem Groß- und Einzelhandel mit 11,648 Mrd. Baht und der Fischerei mit 5,002 Mrd. Baht.

### Landnutzung
Für die Provinz ist die folgende Landnutzung dokumentiert:
- Waldfläche: 668.153 Rai (417,6 km²), 21,7 % der Gesamtfläche
- Landwirtschaftlich genutzte Fläche: 1.535.861 Rai (959,9 km²), 50,0 % der Gesamtfläche
- Nicht klassifizierte Fläche: 869.861 Rai (543,4 km²), 28,3 % der Gesamtfläche

## Bevölkerung
Nach den Daten der Volkszählung im Jahr 2000 waren 99,8 % der Einwohner thailändische Staatsbürger. 86 % waren Buddhisten, 13,7 % Muslime.

## Verkehr
Die wichtigste durch die Provinz führende Fernstraße ist die Thanon Phetkasem (Nationalstraße 4), die Bangkok mit den Südprovinzen verbindet. Nach Trang führt ein Nebenzweig der Südlinie der Thailändischen Staatseisenbahn, die zweimal täglich mit Zügen von und nach Bangkok bedient wird.

### Flughafen
- Der Inlandsflughafen von Trang (IATA-Flughafencode: TST) liegt etwa fünf Kilometer südlich vom Stadtzentrum der Provinzhauptstadt Trang.
- Der nächste internationale Flughafen ist der etwa 150 km von Trang entfernte Flughafen Hat Yai (IATA-Code: HDY).

## Geschichte
Bereits im 1. Jahrhundert zeigen Besiedlungsspuren, dass in Trang ein reger Handel stattgefunden hat. Hier wurden erstmals Kautschukbäume angepflanzt und geerntet, die über Malaysia Ende des 19. Jahrhunderts hierher gelangten.
Die chinesischen Arbeiter, die seinerzeit in die Gegend kamen, prägen bis heute das Stadtbild der Provinzhauptstadt.

## Sehenswürdigkeiten
- Rubber Museum – zeigt die Verfahren der Kautschuk-Gewinnung und -Verarbeitung
- Kantang – der erste Gummibaum des Landes steht noch heute etwa 22 km südwestlich der Provinzhauptstadt
- Banthat-Gebirge – malerische Berglandschaft mit Regenwald, die sich bis in den Süden zur Grenze zu Malaysia erstreckt; hier ist ein Refugium der Sakai, eines Negrito-Volkes, das recht einfach in Grashütten abgeschieden als Jäger und Sammler lebt.
- Nationalparks:
  - Khao Chong – Wasserfälle und Zoologischer Garten
  - Klong Lamchan – Vogelschutzgebiet, auf dessen zahlreichen Seen viele Entenarten leben
  - Nationalpark Mu Ko Phetra – Meeres-Nationalpark im südlichen Teil der Provinz

## Symbole
Das Siegel der Provinz Trang zeigt eine Leuchtturm-Brücke.
Der Baum und die Blüte der Provinz ist das Grüne Ebenholz (Jacaranda filicifolia). Die Pflanze wurde aus Australien von dem Gouverneur importiert, der auch den Gummibaum importierte, daher wurde er von den Einwohnern Sri-Trang genannt.
Der Wahlspruch der Provinz Trang lautet:
Die Provinz wurde beherrscht vom berühmten Phraya Ratsada,
Alle Bewohner sind großzügig,
Die Stadt des besten gegrillten Schweinefleisches,
Gummibäume wurden hierher erstmals gebracht und angepflanzt,
Si Trang, angenehme und hübsche Blumen, wachsen überall,
Traumhafte und erstaunliche Korallenriffe finden sich in der See,
Und liebliche Wasserfälle sind überall.

## Politik
Die Provinz Trang ist eine Hochburg der Demokratischen Partei. Sie gewann hier seit 1992 stets alle Wahlkreise. Trang ist auch die Heimatprovinz des ehemaligen Ministerpräsidenten (1992–1995, 1997–2001) Chuan Leekpai, der von 1991 bis 2003 Parteivorsitzender war und seither „Chefberater“ (eine Art Ehrenvorsitzender) der Demokraten ist. Beim Verfassungsreferendum von 2007 war Trang mit 91,3 % (bei 7,5 % Neinstimmen) eine der Provinzen mit den höchsten Zustimmungsraten.

## Verwaltungseinheiten

### Provinzverwaltung
Die Provinz Trang ist in zehn Amphoe (‚Bezirke‘ oder ‚Landkreise‘) gegliedert. Die Kreise sind weiter in 87 Tambon (‚Unterbezirke‘ oder ‚Gemeinden‘) und 697 Muban (‚Dörfer‘) unterteilt.
| \| Amphoe (Landkreise) \| \| -------------------------------------------------------------------------------------------------------------------------------------------------------------------------------------------------------------------------------------------------------------------------------------------------------------------------------------------- \| \| 1. Amphoe Mueang Trang (อำเภอเมืองตรัง) 2. Amphoe Kantang (อำเภอกันตัง) 3. Amphoe Yan Ta Khao (อำเภอย่านตาขาว) 4. Amphoe Palian (อำเภอปะเหลียน) 5. Amphoe Sikao (อำเภอสิเกา) 6. Amphoe Huai Yot (อำเภอห้วยยอด) 7. Amphoe Wang Wiset (อำเภอวังวิเศษ) 8. Amphoe Na Yong (อำเภอนาโยง) 9. Amphoe Ratsada (อำเภอรัษฎา) 10. Amphoe Hat Samran (อำเภอหาดสำราญ) \| |
| Amphoe (Landkreise) |
| 1. Amphoe Mueang Trang (อำเภอเมืองตรัง) 2. Amphoe Kantang (อำเภอกันตัง) 3. Amphoe Yan Ta Khao (อำเภอย่านตาขาว) 4. Amphoe Palian (อำเภอปะเหลียน) 5. Amphoe Sikao (อำเภอสิเกา) 6. Amphoe Huai Yot (อำเภอห้วยยอด) 7. Amphoe Wang Wiset (อำเภอวังวิเศษ) 8. Amphoe Na Yong (อำเภอนาโยง) 9. Amphoe Ratsada (อำเภอรัษฎา) 10. Amphoe Hat Samran (อำเภอหาดสำราญ) |

### Lokalverwaltung
Für das ganze Gebiet der Provinz besteht eine Provinz-Verwaltungsorganisation (องค์การบริหารส่วนจังหวัด, kurz อบจ., Ongkan Borihan suan Changwat; englisch Provincial Administrative Organization, PAO).
In der Provinz gibt es eine „Großstadt“ (เทศบาลนคร – Thesaban Nakhon): Trang (เทศบาลนครตรัง)
und eine „Stadt“ (เทศบาลเมือง – Thesaban Mueang): Kantang (เทศบาลเมืองกันตัง).
Daneben gibt es 12 „Kleinstädte“ (เทศบาลตำบล – Thesaban Tambon).